# 热曲 (色曲)
热曲（藏語：རི་ཆུ，威利转写：ri chu），位于中华人民共和国青海省东南部和西藏自治区东北部的一条河流，是瀾滄江支流色曲的左岸支流。发源于青海省玉树藏族自治州囊谦县西南青藏交界处的血江拉北麓，向北流经草错，至囊欠弄东南折向东流，在登隆弄汇口至囊谦县吉曲乡巴玛之间河道为青藏两省区界河，之后继续向东经过吉曲乡热买村、热多村后转向南流，最后于青藏两省区交界附近、西藏昌都市类乌齐县岗色乡休惹玛以东汇入色曲（紫曲）。河长83.7千米，流域面积710平方千米。年均径流量约2.14亿立方米。